# مامادو فال (بازیکن فوتبال، زاده ۱۹۹۱)
مامادو فال (انگلیسی: Mamadou Fall؛ زادهٔ ۳۱ دسامبر ۱۹۹۱) بازیکن فوتبال اهل سنگال است که در حال حاضر برای باشگاه فوتبال قاسم‌پاشا اسپور بازی می‌کند.
از باشگاه‌هایی که در آن بازی کرده‌است می‌توان به باشگاه فوتبال رویال شارلوا اشاره کرد.
وی همچنین در تیم ملی فوتبال سنگال بازی کرده‌است.

## دوران باشگاهی
در سپتامبر ۲۰۱۸، شارلروآ پس از عدم حضور منظم در تیم بزرگسالان خود، فال را برای باقیمانده فصل ۲۰۱۸–۱۹ به باشگاه فوتبال اوپن قرض داد.
در ژانویه ۲۰۲۲ فال به باشگاه فوتبال قاسم‌پاشا اسپور از سوپر لیگ فوتبال ترکیه پیوست و قراردادی دو و نیم ساله امضا کرد. او جایگزین یوسف اردوغان شد که به باشگاه فوتبال ترابزون‌اسپور بازگشته‌بود.

## دوران ملی
وی اولین بازی ملی خود را برای تیم ملی فوتبال سنگال در جریان مسابقات مقدماتی جام ملت‌های آفریقا ۲۰۲۱ در مقابل تیم ملی فوتبال اسواتینی انجام داد.